# Narlıdere

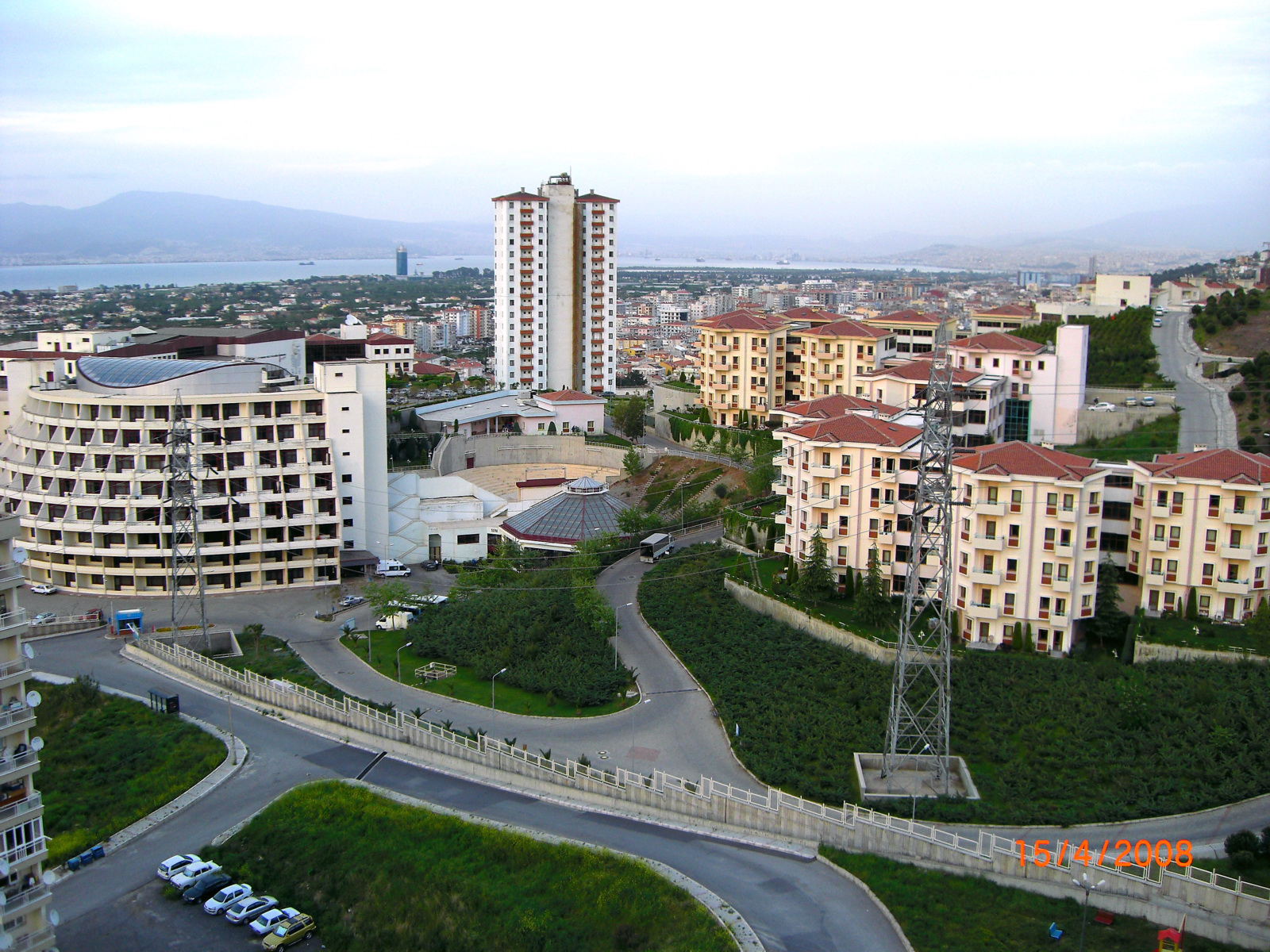
Narlıdere Nursing Home

Narlıdere est une ville et un district de la province d'İzmir dans la région égéenne en Turquie.